# Dixie Howell
Millard "Dixie" Howell (24 de noviembre de 1912 - 2 de marzo de 1971) fue un quarterback, running back y entrenador en jefe de fútbol americano. 

## Carrera universitaria
Howell jugó fútbol americano universitario con la Universidad de Alabama de 1932 a 1934. Fue seleccionado como All-America en 1934 como quarterback, también fue conocido como un buen punter. Es miembro del equipo all-time del Rose Bowl y fue elegido al Salón de la Fama del Fútbol Americano Universitario en 1970.

## Carrera en la NFL
En 1937, Howell jugó brevemente en la National Football League para los Washington Redskins.
En ese mismo año, Washington ganó el Campeonato de la NFL.

## Carrera como entrenador
Howell comenzó su carrera como entrenador con los Pumas Dorados de la UNAM en 1935, continuó como entrenador con Arizona State, desde 1938 a 1941, terminando con marca de 23-15-4. Algunos años después trabajó como entrenador en jefe con los Idaho Vandals de 1947 a 1950 finalizando con marca de 13-20-1.

## Trivia
- En el libro Matar un ruiseñor, Scout Finch, en un intento por animar a su hermano, le dice que le recuerda a Dixie Howell.